# العلاقات الأوزبكستانية العراقية
العلاقات الأوزبكستانية العراقية هي العلاقات الثنائية التي تجمع بين أوزبكستان والعراق.

## مقارنة بين البلدين
هذه مقارنة عامة ومرجعية للدولتين:
| وجه المقارنة                                              | أوزبكستان       | العراق                       |
| --------------------------------------------------------- | --------------- | ---------------------------- |
| المساحة (كم2)                                             | 448.98 ألف      | 437.07 ألف                   |
| عدد السكان (نسمة)                                         | 32.39 مليون     | 38.27 مليون                  |
| الكثافة السكانية (ن./كم²)                                 | 72.14           | 87.56                        |
| العاصمة                                                   | طشقند           | بغداد                        |
| اللغة الرسمية                                             | اللغة الأوزبكية | اللغة العربية، اللغة الكردية |
| العملة                                                    | سوم أوزبكستاني  | دينار عراقي                  |
| الناتج المحلي الإجمالي (بليون دولار)                      | 48.72 مليار     | 197.72 مليار                 |
| الناتج المحلي الإجمالي (تعادل القوة الشرائية) بليون دولار | 190.50 مليار    | 560.73 مليار                 |
| الناتج المحلي الإجمالي الاسمي للفرد دولار أمريكي          | 2.13 ألف        | 4.94 ألف                     |
| الناتج المحلي الإجمالي للفرد دولار أمريكي                 | 5.57 ألف        | 15.06 ألف                    |
| مؤشر التنمية البشرية                                      | 0.675           | 0.654                        |
| رمز المكالمات الدولي                                      | +998            | +964                         |
| رمز الإنترنت                                              | .uz             | .iq                          |
| المنطقة الزمنية                                           | ت ع م+05:00     | ت ع م+03:00، ت ع م+04:00     |

## منظمات دولية مشتركة
يشترك البلدان في عضوية مجموعة من المنظمات الدولية، منها:
| علم المنظمة | اسم المنظمة                        | تاريخ انضمام أوزبكستان | تاريخ انضمام العراق |
| ----------- | ---------------------------------- | ---------------------- | ------------------- |
|             | مؤسسة التنمية الدولية              | 24 سبتمبر 1992         | 29 ديسمبر 1960      |
|             | يونسكو                             | 26 أكتوبر 1993         | 21 أكتوبر 1948      |
|             | وكالة ضمان الاستثمار متعدد الأطراف | 4 نوفمبر 1993          | 6 أكتوبر 2008       |
|             | الأمم المتحدة                      | 2 مارس 1992            | 21 ديسمبر 1945      |
|             | الاتحاد البريدي العالمي            | ?                      | ?                   |
|             | البنك الدولي للإنشاء والتعمير      | 21 سبتمبر 1992         | 27 ديسمبر 1945      |
|             | منظمة التعاون الإسلامي             | ?                      | ?                   |
|             | منظمة حظر الأسلحة الكيميائية       | ?                      | ?                   |
|             | مؤسسة التمويل الدولية              | 30 سبتمبر 1993         | 27 ديسمبر 1956      |
|             | الاتحاد الدولي للاتصالات           | 10 يوليو 1992          | 12 نوفمبر 1928      |
|             | منظمة الشرطة الجنائية الدولية      | ?                      | ?                   |

## وصلات خارجية
- موقع وزارة الخارجية الأوزبكستانية
- موقع وزارة الخارجية العراقية